# サッカーラトビア女子代表
サッカーラトビア女子代表（サッカーラトビアじょしだいひょう）は、ラトビアサッカー連盟(ラトビア語: Latvijas Futbola Federācija, 略称：LFF)によって編成されるサッカーのナショナルチーム。欧州サッカー連盟(UEFA)に所属している。
女子ワールドカップ、オリンピック、UEFA欧州女子選手権のいずれも本大会へ出場したことはない。

## ワールドカップの成績
ラトビア女子代表チーム成立以降の成績を記す。
- 1995 - 予選敗退
- 1999 - 不参加
- 2003 - 不参加
- 2007 - 不参加
- 2011 - 不参加
- 2015 - 予選敗退
- 2019 - 予選敗退

## オリンピックの成績
- 1996 - 予選敗退
- 2000 - 不参加
- 2004 - 不参加
- 2008 - 不参加
- 2012 - 不参加
- 2016 - 予選敗退
- 2020 - 予選敗退

注: オリンピック前年に開かれるFIFA女子ワールドカップがオリンピックのサッカー競技・女子のヨーロッパ予選を兼ねており、UEFA所属チームの中で上位の成績を残したチームにオリンピック出場権が与えられる。

## UEFA欧州女子選手権の成績
ラトビア女子代表チーム成立以降の成績を記す。
- 1995 - 予選敗退
- 1997 - 不参加
- 2001 - 不参加
- 2005 - 不参加
- 2009 - 予選敗退
- 2013 - 予選敗退
- 2017 - 予選敗退
- 2022 - 予選敗退

## FIFAランキング
- 最新順位 - 117位(2024年8月)
- 初登場 - 61位(2004年12月)
- 最高順位 - 61位(2006年5月)
- 最低順位 - 119位(2023年8月)

出典: FIFA Women's Ranking